# Thurzó Gábor
Thurzó Gábor (született Rutterschmidt Károly) (Budapest, 1912. március 26. – Budapest, 1979. február 7.) háromszoros József Attila-díjas (1953, 1958, 1967) magyar író, kritikus, műfordító, forgatókönyvíró.

## Életpályája
Gyermekkorát Pesten töltötte, ahol özvegy édesanyjának péküzeme volt a Váci utcában. Gimnáziumi tanulmányait a budapesti piarista gimnáziumban végezte 1922 és 1931 között (betegsége miatt a VI. osztályt kétszer járta). Ezalatt közel másfél évig, 1928/1929-ben, majd 1929 decemberéig Sík Sándor volt az osztályfőnöke és magyartanára, mielőtt a szegedi egyetemi katedrájára távozott.
Az érettségi után Thurzó 1931-ben kezdte meg tanulmányait a Pázmány Péter Tudományegyetem magyar–német szakán, és már akkor, 1931–32-ben a Perspektíva című folyóirat alapítója volt. Az egyetemet nem fejezte be, hanem 1933-ban Németországba ment. Hazatérve 1935-től a Vigilia folyóirat munkaközösségének tagja, 1945–1949 között szerkesztőbizottsági tagja volt. 1938-tól az Élet című folyóirat irodalmi szerkesztőjeként dolgozott. 1939–1944 között az Országos Magyar Sajtókamara újságírói szakosztályának tagja volt. 1942-ben Lovass Gyulával, Rónay Györggyel és Sőtér Istvánnal együtt megalapította az Ezüstkor című folyóiratot. 1944-ben a Fővárosi Könyvkiadó Kft.-t vezette.
1945 után egyre inkább a színház és a forgatókönyvírás felé fordult. 1945–1949 között a Művész Színház, 1951-től a Hunnia Filmgyár, 1961-től a Magyar Televízió dramaturgja volt.
1962-ben svéd nőt vett feleségül, és néhány évig Svédországban élt. (Germanista bölcsészként már korábban megtanult angolul, hollandul és svédül is.) Hazatérve, 1966-ban jelent meg egyik legfontosabb regénye A szent, amely kritikus módon dolgozza fel Kaszap István kultuszát.

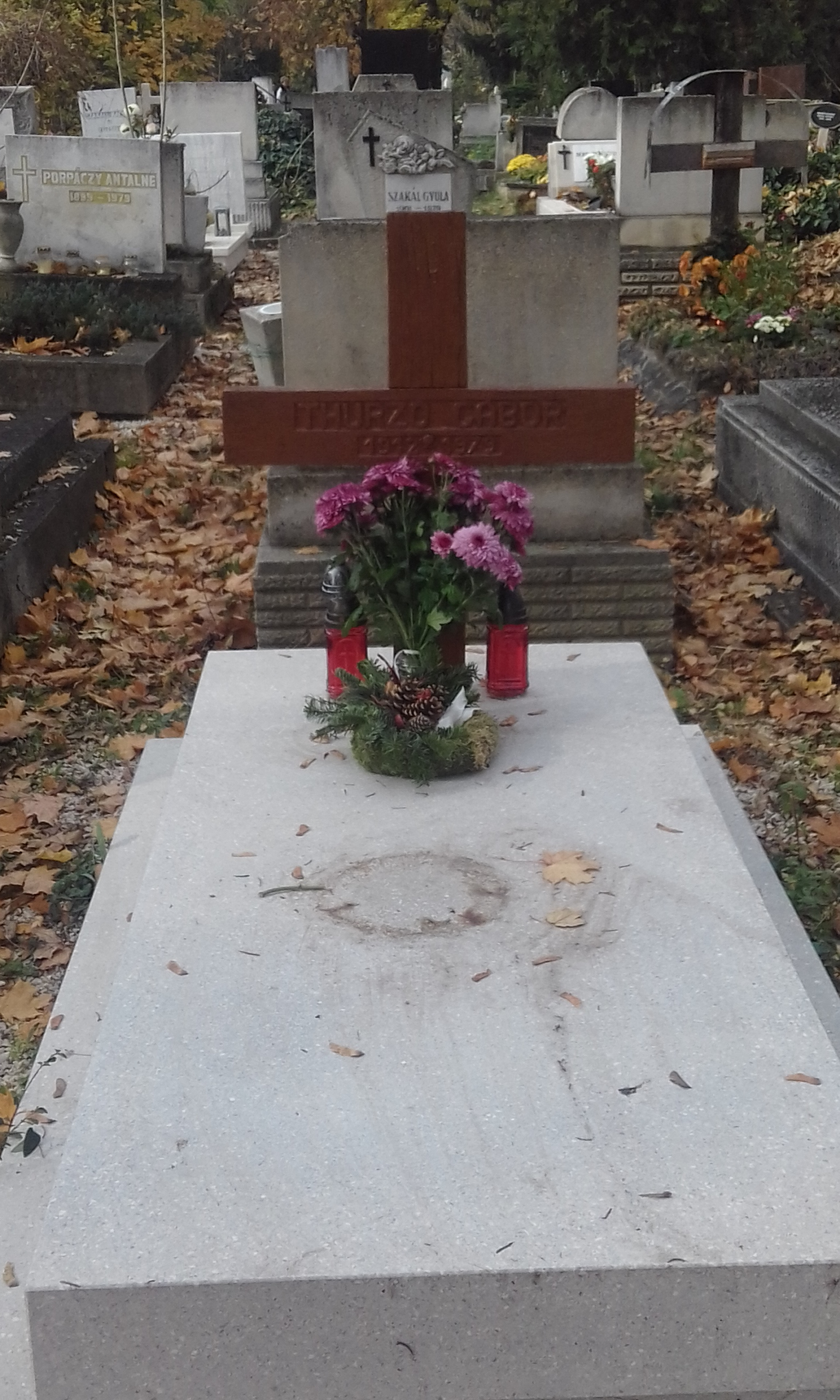
Sírja az Óbudai temetőben

1976-ban rákos betegséget diagnosztizáltak rajta. Utolsó műveiben fiatalkori emlékeit (Belváros és vidéke, 1977) és a halálra készülő ember magárahagyatottságát írta meg.

## Színházi munkái
A Színházi Adattárban regisztrált bemutatóinak száma: szerzőként: 13; fordítóként: 53.

### Szerzőként
- Rokonok (1951, 1953-1954, 1973)
- Záróra (1962)
- Hátsó ajtó (1963)
- Az ördög ügyvédje (1966)
- Az oroszlán torka (1967)
- Az ürügy (1969)
- Meddig lehet angyal valaki (1969)
- Holló és sajt, avagy van pápánk (1980)

### Műfordítóként
- Anouilh: Poggyász nélkül (1946)
- Christie: Tíz kicsi néger (1946-1947, 1980, 1984, 1996, 2000)
- Dosztojevszkij: Bűn és bűnhődés (1947)
- Galsworthy: Úriemberek (1948)
- Jakobson: A Cander-család (1949)
- Fast: Harminc ezüstpénz (1951-1952)
- Büchner: Woyzeck (1963, 1967, 1971, 1977, 1987, 1990, 1992-1993, 1996, 1999, 2005, 2008)
- Büchner: Leonce és Léna (1964, 1971, 1981-1982, 1984-1985, 1991, 1998, 2000, 2005, 2008, 2010)
- Huxley: A Mona Lisa mosolya (1966)
- Ödön von Horváth: A végítélet napja (1981, 2003)
- Kesselring: Arzén és levendula (1983, 1996, 2000)
- Huxley: Tea rózsával (1996)
- Büchner: W-munkáscirkusz (2001)
- Büchner: Lehetőségek országa (2005)

## Művei
- Segítő Fortunátusz (elbeszélés, 1936)
- Előjáték (regény, 1938)
- Az adósság (regény, 1939)
- A tintahal (elbeszélés, 1941)
- A brazíliai kérő (kisregény, 1942)
- Az árnyak völgyében (regény, 1942)
- Apátlan évek (elbeszélés, 1943)
- Nappalok és éjszakák (regény, 1944)
- A Moll-lányok (regény, 1945)
- Akár a vízözön (regény, 1949)
- Hamis pénz (regény, 1956)
- A sóbálvány (regény, 1957)
- Amen, Amen (elbeszélés, 1959)
- Biatorbágy (regény, 1960)
- A szégyen (regény, 1961)
- József és Putifárné (regény, 1961)
- Bárány az akolban (elbeszélés, 1963)
- Hátsó ajtó (színmű, 1964)
- Záróra (dráma, 1964)
- A szent (regény, 1966)
- Az ördög ügyvédje (1966)
- Az istennő hajóra száll (elbeszélés, 1967)
- Az oroszlán torka (1968)
- Egy ember vége (regény, 1968)
- Tetszés szerint (elbeszélés, 1969)
- A rászedettek (elbeszélés, 1972)
- Hétszínjáték (1974)
- Belváros és vidéke (visszaemlékezések, 1977)
- Egy halott Varsó és Krakkó között (kisregény, 1979)
- Az utolsó kör (elbeszélés, 1980)
- Napló helyett (emlékezések, tárcák, kritikák, 1984)
- Térj vissza győztesen! Elbeszélések; utószó Rónay László; Kairosz, Bp., 2006

## Műfordításai
- Georg Rendl: A messzi út (regény, 1936)
- Ida Friederike Coudenhove: Egy hősi élet hősi legendája (1938)
- Hans Fallada: Azok a régi szép idők (regény, 1940)
- Henry Bordeaux: Szakadék (regény, Lovass Gyulával, 1940)
- Werner Flack: Így épült a Siegfried-vonal (visszaemlékezések, 1942)
- Hans Carossa: Elvarázsolt világ (regény, 1943)
- Eric Knight: Lassie hazatér (regény, 1946)
- Gottfried Keller: A hét igazak zászlaja (elbeszélések, Ottlik Gézával, 1950)
- Gottfried Keller: A maga szerencséjének kovácsa (elbeszélés, 1957)
- Christopher Isherwood: Bécsi ibolyák (regény, 1958)
- Goethe: A fogadás (dráma, 1959)
- Ödön von Horváth: Az örök kispolgár (regény, 1974)

## Filmjei

### Forgatókönyvíróként
- Vihar után (1944)
- Erkel (1952)
- Kiskrajcár (1953)
- Rokonok (1954)
- Budapesti tavasz (1954)
- Én és a nagyapám (1954)
- Egy pikoló világos (1955)
- Ünnepi vacsora (1956)
- Bolond április (1957)
- Külvárosi legenda (1957)
- A császár parancsára (1957)
- Csigalépcső (1958)
- Sóbálvány (1958)
- Csempészek (1958)
- Vörös tinta (1959)
- Merénylet (1959)
- Kard és kocka (1959)
- Szombattól hétfőig (1959)
- Gyalog a mennyországba (1959)
- A Noszty fiú esete Tóth Marival (1960)
- Fapados szerelem (1960)
- Próbaút (1961)
- Az ígéret földje (1961)
- Nem ér a nevem (1961)
- Két félidő a pokolban (1961)
- Egyiptomi történet (1962)
- Két vallomás (1962)
- Pirosbetűs hétköznapok (1962)
- Honfoglalás 1-3. (1963)
- Karambol (1964)
- Sellő a pecsétgyűrűn I. (1967)
- Imposztorok (1969)
- A fekete város (1971)
- Bekötött szemmel (1974)
- Nem élhetek muzsikaszó nélkül (1979)
- A Sipsirica (1980)

### Dramaturgként
- Rákóczi hadnagya (1953)
- Ifjú szívvel (1953)

### Íróként
- Rászedettek (1972)
- Csak egy kutya (1972)

### Fordítóként
- Woyzeck (1994)

## Díjai
- Szocialista Munkáért (1953)
- József Attila-díj (1953, 1958, 1967)
- a Munka Érdemrend arany fokozata (1972)